# Søbysøgård Fængsel
Søbysøgård Fængsel (tidligere Statsfængslet på Søbysøgård) er et åbent fængsel, der er indrettet på herregården Søbysøgård. 
Herregården blev taget i brug som ungdomsfængsel i 1933, men har været almindeligt åbent fængsel siden 1973. I 2003 blev der desuden indrettet en halvåben afdeling på stedet. Fængslet har plads til 134 indsatte, hvoraf de 26 er i den halvåbne afdeling.
Fængslet lægger stor vægt på undervisning af de indsatte – det er bl.a. muligt at tage forberedende voksenundervisning og almen voksenundervisning på stedet.